# 徐緝
徐緝（1501年—？），字文熙，號東厓，浙江紹興府山陰縣人，軍籍，明朝政治人物。

## 生平
嘉靖七年（1528年）戊子科浙江鄉試第六十八名舉人，十四年（1535年）中式乙未科會試第八十九名，三甲第二十六名進士。历官惠州府同知、广东按察司佥事，以剿剧贼莆铁古等，二十九年（1550年）正月考察，又剿琼州府五指诸山黎贼那燕等，六月升广东布政使司参议，后致仕。

## 家族
曾祖徐瑾；祖父徐鋼；父徐懌，母孫氏。嚴侍下。從兄徐緯，弟徐綜。